# 洛伦索·塔尼亚达
老洛伦索·“卡塔尼”·马丁内斯·塔尼亚达（英語：Lorenzo "Ka Tanny" Martinez Tañada Sr.，1898年8月10日—1992年5月28日），是菲律宾民族主义者、律师，菲律宾参议院少数党领袖，曾担任菲律宾司法部长、总检察长。与何塞·迪奥克诺等坚决反对军事独裁这费迪南德·马科斯的《戒严令》。他是菲律宾历史上在位时间最长的参议员，被称为“菲律宾政治老人”。